# Georges Reverdy
Pour les articles homonymes, voir Reverdy.
Georges Reverdy, (1531 - 1564/1565 Lyon), est un graveur sur bois et sur cuivre de la Renaissance lyonnaise.

## Identification

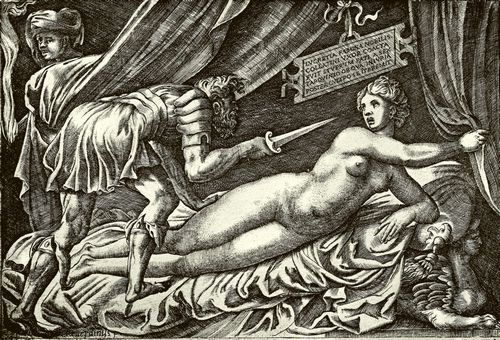
Tarquin et Lucrère, gravure sur cuivre au burin.

L'identification de cet artiste a été complexe. Sa signature latinisée « G. Reverinus » a fait conclure a plusieurs spécialistes qu'il était italien, et il l'ont nommé « Gaspare Reverdino ». D'autres l'ont identifié comme allemand ou français et l'histoire de l'établissement de son corpus montre une grande confusion et des contradictions.

### Sources directes
Les sources directes mentionnant Reverdy sont rares. Nicolas Bourbon lui consacre quelques vers dans ses Nugae, publiés en 1538. Il y a également une brève notice dans la Bibliothèque de La Croix du Maine de 1584.

### Historiographie

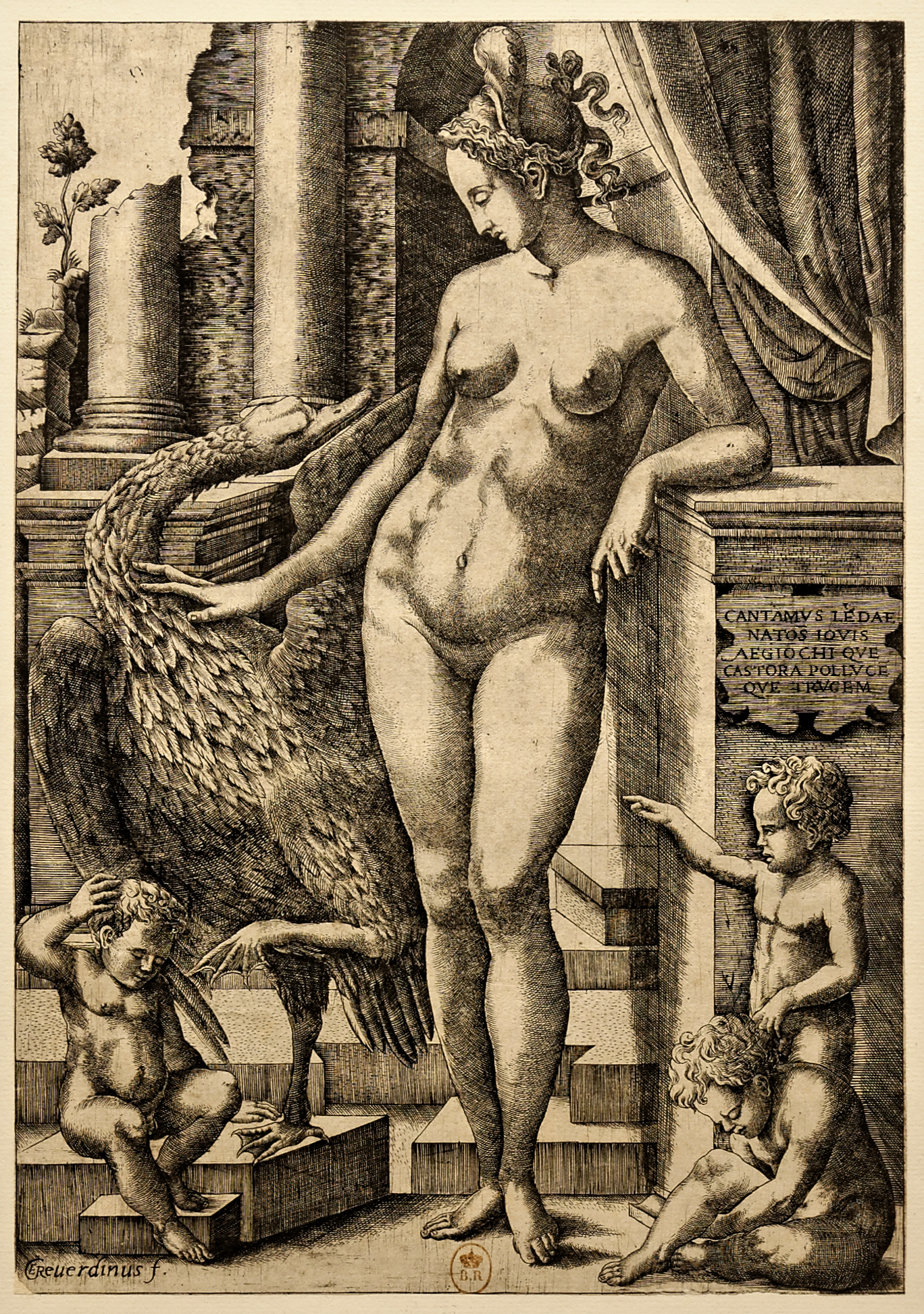
Léda debout.

Il n'y a aucune trace de mention de Reverdy durant la première moitié du XVIIe siècle, puis John Evelyn l'évoque au détour d'un passage sur Bernard Salomon dans son Sculptura de 1662. À part cette mention, si les amateurs regroupent un corpus d'œuvres sous le nom de Reverdinus, aucun n'évoque la personne elle-même ni ne donnent un élément biographique. L'auteur tombant dans l'oubli, les données sur sa vie sont progressivement déduites uniquement de l'analyse de ses œuvres, ce qui entraine de nombreux amalgames.
Sans preuve, Johann Friedrich Christ, suivi par Jean-Michel Papillon, le tiennent pour un graveur sur bois.
Adam von Bartsch est le premier a tenter de reconstituer l'histoire et de rassembler l'ensemble des réalisations de Georges Reverdy dans son ouvrage Le peintre-graveur. Le considérant comme italien, il le nomme Reverdino. Il ignore tout de ses origines, son prénom et ses dates d'activités. De son corpus, il note seulement la date du Frappement du rocher, 1531. Sans développer sa thèse, il estime ses origines italiennes du rapprochement stylistique d'avec les œuvres de Giulio Bonasone et Agostino Raimondi, et la place donc dans l’entourage de Marcantonio Raimondi. Von Bartsch lui attribue trente-neuf gravures, dont vingt-cinq signées, et il les juge globalement médiocres. 

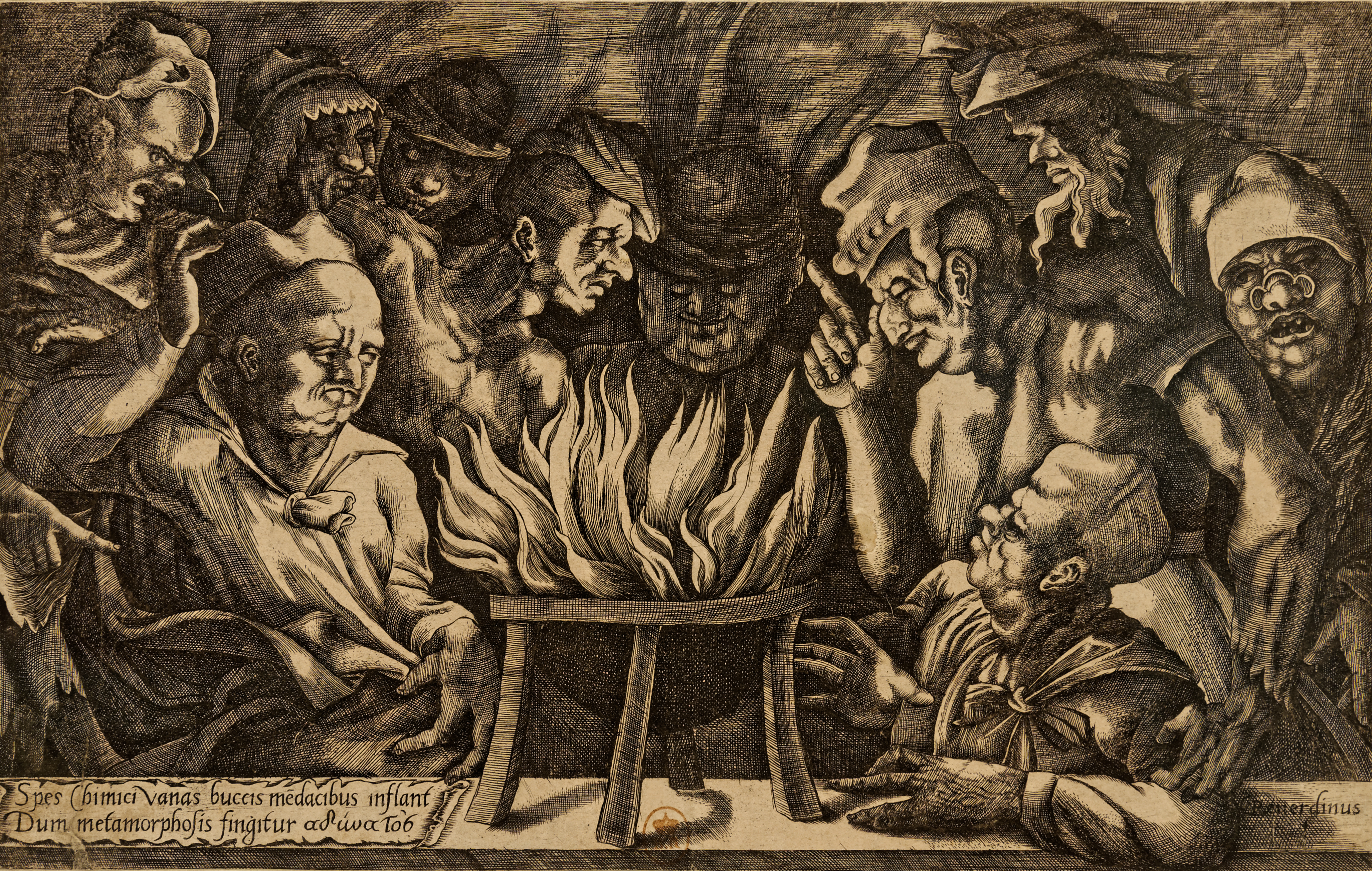
Les Alchimistes

Au cours du XIXe siècle, de nombreuses théories sur la vie de Georges Reverdy vont circuler, sans preuves. Certains le font venir des villes de Padoue, Venise ou Bologne. Après l'ouvrage de Von Bartsch, la plupart des spécialistes s'accordent sur le nom de Reverdino mais son prénom est encore l'objet de discussion. Les propositions de Gasparo, Carlo, Gérard, Cesare, Caspar ou Gaspare. Les hésitations viennent également de l'initiale présente sur certaines gravures, que l'on peut interpréter comme un C ou un G. La plupart des spécialistes reprennent le jugement de Von Bartsch sur la qualité de son œuvre et sur sa proximité avec Marcantonio Raimondi. Seul Jules Renouvier estime que le travail de Reverdy présente un grand intérêt, mais il est peu suivi.
La connaissance sur Reverdy se renouvelle réellement à la fin du XIXe siècle avec les travaux de Natalis Rondot et Henri Baudrier. Ils dépouillent les archives lyonnaises, retrouvant des mentions de l'artiste et ils les mettent en rapport avec la notice de La Croix du Maine. Ils entreprennent alors de reconstituer le corpus de Georges Reverdy en notant l'attribution par La Croix du Maine à l'artiste du Promptuaire des médailles. Aidés par Alfred Cartier, ils proposent également de rapprocher Reverdinus du peintre Georg Reperdinus décrit en 1850 par Sotzmann à partir de la mention par Nicolas Bourbon dans les Nugae. En effet, ils soulignent la proximité phonétique, et la fréquence du passage du p au v en latin. Les deux auteurs hésitent toutefois à reconnaître dans l'artiste dénommé G. Reverdinus leur Georges Reverdy.

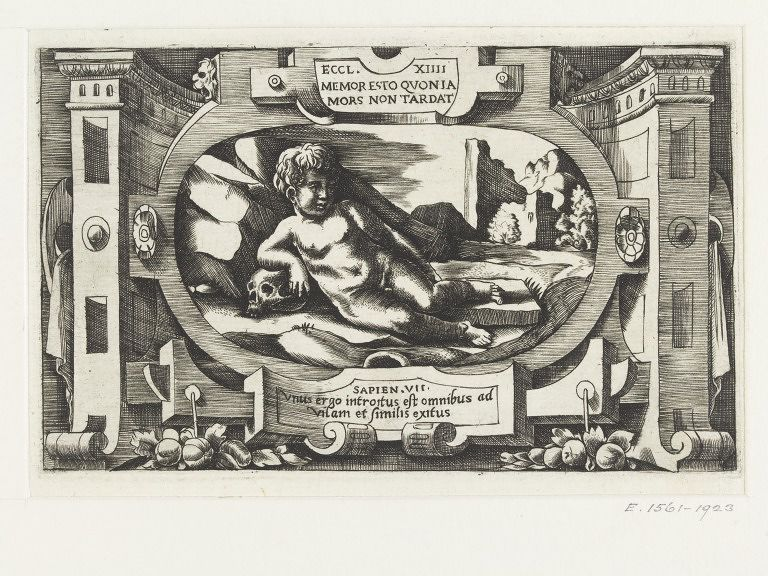
L'enfant et le crâne, n. d., gravure.

La personne qui saute ce pas est Henri Bouchot. Désirant démontrer que Georges Reverdy est bien français, il publie un article en se basant sur l'étude stylistique et écarte, quelquefois maladroitement, les informations qui ne vont pas dans son sens. Il est en effet mu par un sentiment nationaliste et souhaite mettre en avant Reverdy comme un des primitifs de la gravure en France.
Dans le même état d'esprit, Alessandro Baudi di Vesne reprend le dossier de Reverdy pour en conclure qu'il est italien, dans deux articles publiés à titre posthume en 1937 et 1938. Au travers ces deux articles et les commentaires qu'ils suscitent, la nationalité du graveur entre dans la rivalité entre les historiens d'art français et italiens sur l'origine et les lieux de développement de l'art à la Renaissance.
Cet article de Baudi di Vesne est le dernier consacré à Georges Reverdy apportant des arguments nouveaux en ce qui concerne sa nationalité. Par la suite, Henri Zerner produit un article tentant une synthèse sur les modèles et le style de Georges Reverdy. Il s'intéresse surtout à son activité lyonnaise, contemporaine de celles des maîtres JG et CC.
La dernière synthèse réalisée sur l'ensemble des problématiques liées à Georges Reverdy est publiée par Estelle Leutrat dans sa thèse publiée en 2007.

## Biographie

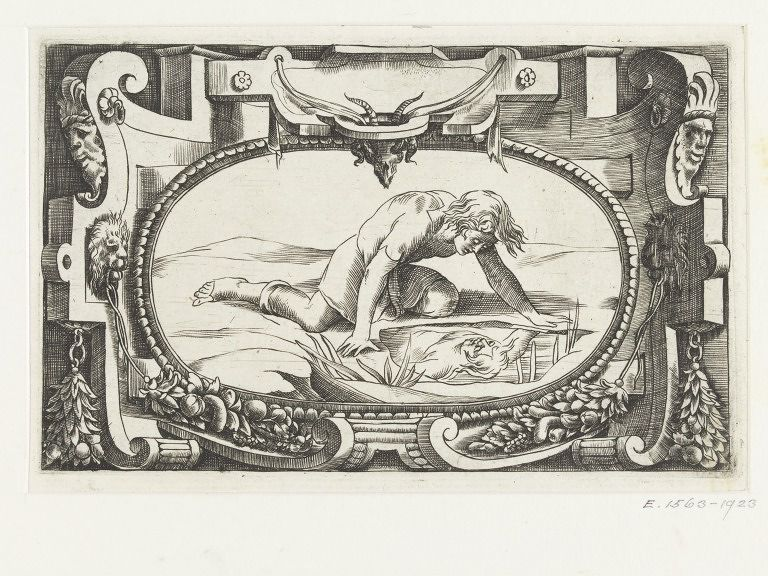
Narcisse, gravure sur cuivre au burin.

La première mention de Reverdy attestée est à Lyon en 1529, où il est désigné comme « tailleur d'ymages », c'est-à-dire tailleur sur bois. Son corpus atteste que par la suite, il travaille le cuivre.
En 1538, il est salué comme peintre par le poète Nicolas Bourbon qui le nomme « Georgius Reperdius ». Toutefois, il n'existe aucun document ou œuvre attestant qu'il fut peintre.
Il est l'un des premiers graveurs à travailler pour des amateurs, friands de sujets historiques, mythologiques souvent issus de la Rome antique.
On détecte son décès dans le contrat d'apprentissage de son fils Étienne chez l'orfèvre Étienne Carta en 1565. Or, il est encore mentionné vivant en 1564.
Il habite le quartier de Notre-Dame-de-Confort et vit près de Corneille de Lyon. Il réalise pour la belle-famille de celui-ci des marques d'imprimerie.

## Style
À l'instar d'un graveur lyonnais qui lui est contemporain, le Maître CC, il emprunte beaucoup aux œuvres du Maître JG. Profitant pleinement de la richesse lyonnaise de la circulation d'œuvres, d'artistes et de savants, il emprunte à différents modèles stylistiques, dont celui de Bonasone ou Jean Duvet, en particulier dans ses libertés prises avec le style italien,.
Il place fréquemment dans ses dessins des textes, ouvrant ainsi un nouveau champ formel. « Cette innovation est particulièrement flagrante dans des gravures comme Les trois ennemis du chrétien ou L'Âne instruisant d'autres animaux, où l'ensemble texte-image forme un tout signifiant à finalité morale ou apologétique. »

## Corpus d'œuvre

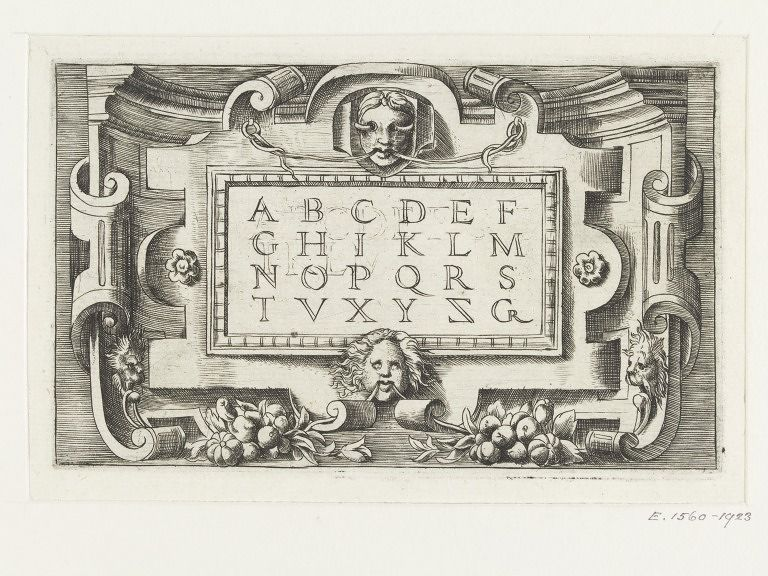
Alphabet romain, gravure au burin.

On lui connait une soixantaine d'estampes.
Baudrier lui attribue les illustrations du Promptuaire des médailles publié par Guillaume Rouillé, qu'il aurait réalisé conjointement avec Corneille de Lyon. En fait, il est probable que Reverdy ait réalisé l'ensemble des gravures, en s'appuyant sur des tableaux réalisés par le peintre, leurs similitudes de style étant très proches sur certains portraits.
De même, il lui attribue les gravures du Discours sur la Castrametation et discipline militaire des romains de Guillaume du Choul.
Reverdy illustre De piscibus marinis, de Guillaume Rondelet, publié chez Macé Bonhomme, qui est le premier traité d'ichtyologie édité en France.
La gravure Le Sermon sur la montagne, l'une de plus importantes de la production de Reverdy, « présente une interprétation très personnelle de la scène évangélique, qui l'apparente à un Jugement dernier, où serait sauvé ceux qui entendent le message du Christ et réprouvés ceux qui continuent à se fier à la sagesse humaine. » Dans Les Alchimistes, il fait référence aux représentations grotesques des bourreaux du Christ dans sa représentations des alchimistes, pour dénoncer cette pratique.

### Catalogue des œuvres
Ce catalogue reprend celui établi par Estelle Leutrat ; une bibliographie de chaque œuvre y est présentée et les lieux de conservation des différents exemplaires également :
- Le Frappement du rocher, 1531
- Samson et le lion
- David et Goliath
- Le Jugement de Salomon
- La reine de Saba refuse de franchir le pont
- Nabuchodonosor
- Judith
- La Nativité aux anges
- L'Adoration des bergers
- L'Adoration des Mages
- Vierge à l'Enfant au livre
- Vierge à l'Enfant, 1554
- Le Sermon sur la montagne
- Dieu instituant Pierre à la tête de l'Église
- Le Christ marchant sur les eaux
- Jésus et ses disciples marchant devant Zachée, 1538
- La conversion de saint Paul
- Marie-Madeleine pénitente
- Le Jugement dernier
- Les trois ennemis du Chrétien
- Les sept Vertus corpus de sept gravures composées de :
  - Foi
  - Espérance
  - Charité
  - Prudence
  - Justice
  - Force
  - Tempérance
- Mars, Vénus et l'Amour
- La forge de Vulcain
- Léda
- Léda debout
- Tarquin et Lucrèce
- Suicide de Lucrèce
- Clélie traverse le Tibre
- Marcus Curtius se précipite dans le gouffre
- Six héros romains
- Géométrie
- Musique
- Jeune femme au miroir
- Putto à la tête de mort
- Narcisse
- Les Dangers de la concupiscence
- Âne instruisant d'autres animaux
- Sept enfants jouant
- Huit enfants dansant au son de la cornemuse
- Dix enfants dansant au son de la cornemuse
- Bacchanale
- Bacchanale d'enfants
- Danse paysanne
- Les Alchimistes
- Alphabet romain
- Le Génie de Lyon (gravure présente au sein du plan scénographique de Lyon)

Leutrat propose également une liste des gravures citées dans les textes, dont on ne connaît aucune œuvre subsistante :
- Le Buisson ardent
- La Frappement du rocher (2)
- Sainte Madeleine
- Six enfants jouant dans une salle décorée
- Bacchanale (2)
- Mars et Vénus
- La Sibylle devant Auguste
- Une femme travaillant le linge au milieu de plusieurs filles auxquelles elle apprend à faire des dentelles
- Femme mesurant une colonne